# Filipstad (stad)
Filipstad is de hoofdstad van de gemeente Filipstad in het landschap Värmland en de provincie Värmlands län in Zweden. De stad heeft 6177 inwoners (2005) en een oppervlakte van 654 hectare.
Filipstad verkreeg zijn stadrechten in 1611 als tweede plaats in Värmland, maar na een grote brand in 1694 verloor het deze weer. In 1835 werden de stadsrechten weer terug gegeven en in de huidige tijd wordt de relatief kleine plaats nog steeds 'stad' genoemd door de lokale bevolking.
In de stad is de bekende Zweedse uitvinder John Ericsson begraven.
Een belangrijk bedrijf is de grote knäckebröd-fabriek midden in de plaats, bij het voormalige station.

## Verkeer en vervoer
Bij de plaats lopen de Riksväg 26, Riksväg 63 en Länsväg 246.
De stad had tot de jaren 90 een station aan de spoorlijn Gällivare - Kristinehamn (Inlandsbanan), maar het personenvervoer werd destijds gestaakt. Tussen Filipstad en Mora is deze spoorlijn gesloten en deels opgebroken. Er is nog wel goederenvervoer via Kristinehamn.

## Geboren
- Edvin Kallstenius (1881-1967), componist
- Jonny Nilsson (1943-2022), schaatser

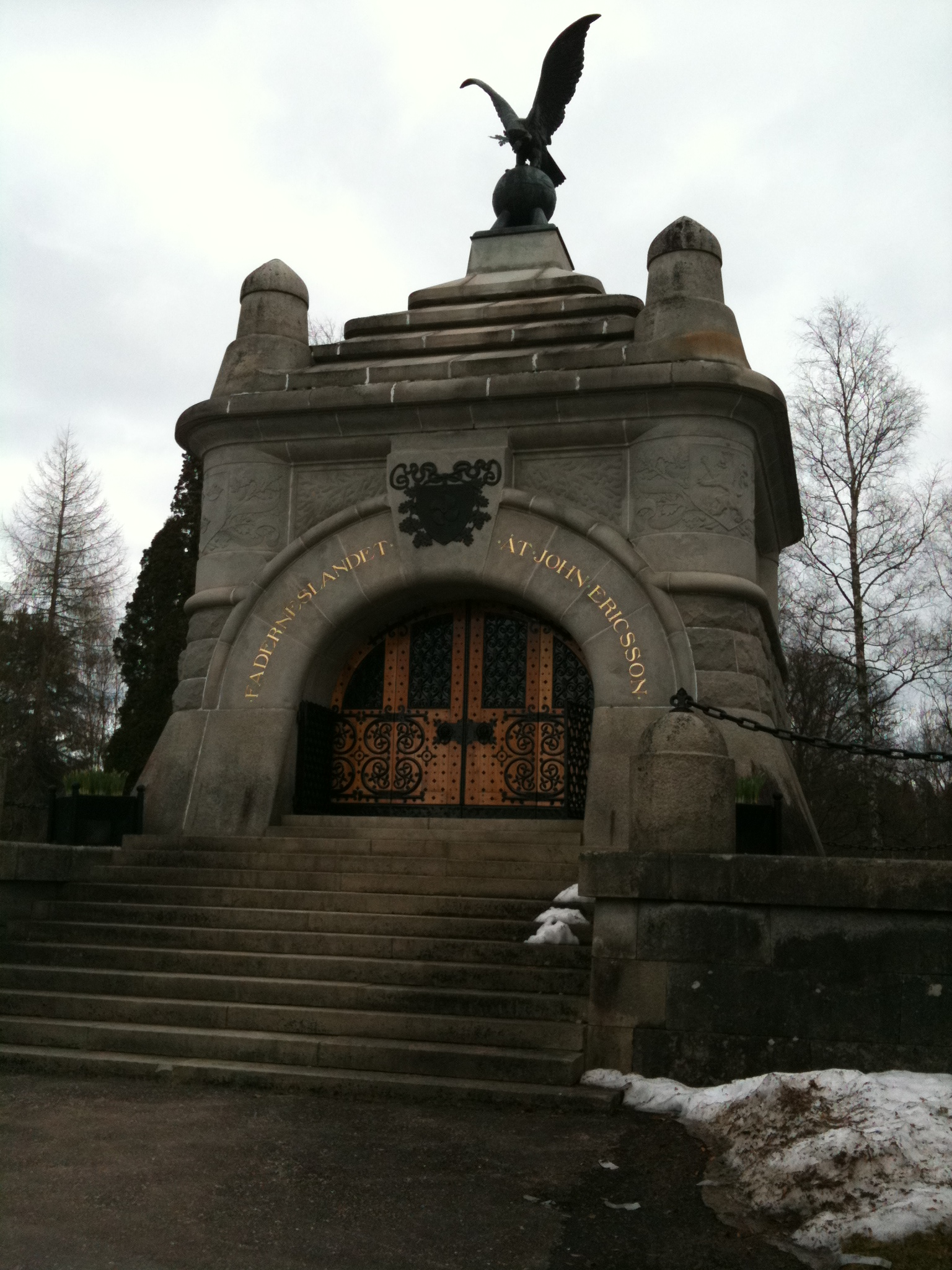
Het graf van John Ericsson in de stad

- Anders Forsbrand (1961), golfer
- Magnus Norman (1976), tennisser